# Palacio de Al-Azm (Hama)
El Palacio de Al-Azm es un palacio otomano del siglo XVIII situado en Hama (Siria), en el centro de la ciudad, a orillas del río Orontes, a unos 400 metros al sur de la ciudadela de Hama. Ross Burns, autor de Monuments of Syria (1999), considera que el palacio Azm es «uno de los edificios residenciales otomanos más bellos de Siria». Desde 1956, el palacio se utiliza como museo arqueológico regional.

## Historia
El palacio de Azm en Hama fue construido en 1742 por el gobernador otomano As'ad Pachá al-Azm como residencia y sirvió al linaje de gobernadores Azm en Hama hasta el final del dominio familiar en el siglo XIX.
As'ad Pachá construyó en Damasco un palacio más grande con el mismo plano básico, también conocido como palacio Azm, cuando se convirtió en gobernador de esa ciudad en 1743.
El palacio se utiliza como museo desde 1956 y sufrió graves daños durante la revuelta de Hama de 1982, pero ha sido restaurado en gran parte.
Desde 1956, el palacio alberga un museo en el que se exponen hallazgos arqueológicos de yacimientos de Hama y sus alrededores, incluida la ciudadela. Destaca un mosaico romano de finales del siglo IV que representa a mujeres músicas tocando el órgano, aulos dobles, címbalos de palma bifurcados y regulares, kithara (un tipo de lira) y un oxyvaphi (en este caso, ocho cuencos de metal de color amarillo que se tocan con dos baquetas).